# Meezenbroek
Meezenbroek is een buurt in de wijk Meezenbroek-Schaesbergerveld in de Nederlandse gemeente Heerlen. De buurt ligt ten noordoosten van het stadscentrum. Aan de westzijde wordt de buurt begrensd door de Caumerbeek, aan de noordzijde door de Palembergerbeek, aan de oostzijde door de Euregioweg en in het zuiden door de Schimmelpenninckstraat en de Limburgiastraat.
In het noorden ligt de buurt Palemig, in het oosten de buurt Kakert van Schaesberg, in het zuiden de buurt 
Schaesbergerveld en in het westen Burettestraat en omgeving. Net over de grens, in de laatstgenoemde buurt, ligt het poortgebouw van het verdwenen kasteel Meezenbroek.
De eerste mijnwerkerswoningen in de buurt werden in de 1920-er jaren gebouwd. In 1926 werd de voetbalvereniging KEV (Kracht en Vlugheid) opgericht, die op een veld aan de nog onbebouwde oostkant van de Mesdagweg speelde. In de wijk woonden veel Friezen en Drenten die hun kinderen liever niet naar een Katholieke school stuurden. Dit gaf in 1930-1931 aanleiding tot de bouw van de Neutrale Volksschool aan de Kasteellaan, en onderwijzerswoningen naar een ontwerp van Eibink en Snellebrand In 1948 startte in twee NVS klaslokalen het Grotiuscollege.
Stadsdelen: Heerlerbaan · Heerlerheide · Heerlen-Stad · Hoensbroek

Wijken: Aarveld-Bekkerveld · De Beitel · Caumerveld-Douve Weien · Eikenderveld · Heerlen-Centrum · Heerlerbaan-Oost · Heerlerbaan-West · Passart · De Hei · Heksenberg · Hoensbroek-De Dem · De Koumen · Maria-Gewanden-Terschuren · Mariarade · Meezenbroek-Schaesbergerveld · Molenberg · Nieuw Lotbroek · Rennemig-Beersdal · Schandelen-Grasbroek · Vrieheide-De Stack · Welten-Benzenrade · Woonboulevard-Ten Esschen · Zeswegen-Nieuw Husken

Buurtschappen en gehuchten: De Euren · Heihoven · Imstenrade · Schurenberg · Terschuren

Limburg: Steden en dorpen      Nederland: Provincies · Gemeenten